# Mahamadou Doumbia
Mahamadou Doumbia, né le 15 mai 2004 à Bamako au Mali, est un footballeur malien qui évolue au poste de milieu central au Royal Antwerp FC.

## Biographie

### En club
Né à Bamako au Mali, Mahamadou Doumbia est formé dans son pays natal, à l'académie Jean-Marc Guillou. En juillet 2022, il rejoint le club danois du FC Nordsjælland sous la forme d'un prêt d'une saison.
Après son retour à l'académie il prend la direction de la Belgique le 6 septembre 2023, signant en faveur du Royal Antwerp FC pour un contrat de quatre ans, soit jusqu'en juin 2027.
Avec ce club il découvre la première division belge, jouant son premier match le 28 janvier 2024 face au KAS Eupen. Il entre en jeu à la place d'Owen Wijndal et son équipe est battue par un but à zéro. Il se fait remarquer dès son deuxième match pour le club en étant l'auteur de son premier but, le 31 janvier 2024 face au Standard de Liège en championnat. Première titularisation pour lui avec le Royal Antwerp, et il permet à son équipe de s'imposer avec une frappe puissante qui termine en lucarne (1-0 score final),.

### En sélection
En mars 2024, Mahamadou Doumbia est convoqué pour la première fois avec l'équipe nationale du Mali. Le 26 mars 2024, il honore sa première sélection en entrant en jeu à la place de Kamory Doumbia lors d'un match amical face au Nigeria. Il voit son équipe s'imposer par deux buts à zéro.